# حسين عشيو
حسين أتشيو، من مواليد 27 ابريل 1979 في مدينة الجزائر في الجزائر، لاعب كرة قدم جزائري يلعب في فريق اتحاد الجزائر.
سبق له وأن لعب لعدة فرق منها :
- -اتحاد الجزائر سنة 1996-2006  الجزائر
- -[[FC_Aarau]|FC Aarau]] [[:en:FC_Aarau]|[الإنجليزية]]] سنة2007-2008  سويسرا
- -شبيبة القبائل سنة 2007-2008  الجزائر
- -اتحاد الجزائر سنة 2008-2009  الجزائر

ET USMBA-MCO
لعب مع منتخب الجزائر لكرة القدم حتى سبتمبر 2009.
أما الآن فهو يلعب لصالح اتحاد بلعباس 2014-2013

## روابط خارجية
- حسين عشيو على موقع قاعدة بيانات كرة القدم.إي يو (الإنجليزية)
- حسين عشيو على موقع ناشيونال فوتبول تيمز (الإنجليزية)
- حسين عشيو على موقع Soccerway.com (الإنجليزية)